# José Joaquim Figueiredo Luís
José Joaquim Figueiredo Luís, mais conhecido por Dr. José Joaquim Figueiredo Luís (Lagos, 20 de Agosto de 1925 - Espanha, 9 de Agosto de 1999), foi um empresário e político português.

## Biografia

### Família e educação
Filho de Abel Figueiredo Luís, frequentou o Instituto Superior de Ciências Económicas e Financeiras, tendo-se licenciado em 1952.

### Carreira profissional e política
Passou então a auxiliar o pai na gestão da empresa de camionagem de passageiros que este possuía, até ser vendida em 1955. Tornou-se, então, administrador de uma empresa de conservas e de uma frota de pesca. Foi presidente do Grémio da Lavoura de Lagos, do Grémio da Pesca da Sardinha de Portimão, do Conselho Geral da Pesca da Sardinha de Lisboa, da Associação dos Armadores de Pesca da Sardinha de Lisboa, e da Associação das Empresas de Pesca do Algarve. Também foi administrador da Seguradora da Pesca da Sardinha em Lisboa, presidente e Comodoro do Clube de Vela de Lagos, e presidente da assembleia geral do Clube de Futebol Esperança de Lagos.
As suas actividades culturais incluíram a fundação e presidência da revista Nova Costa D' Oiro, e também foi presidente e sócio honorário da assembleia geral do Teatro Experimental de Lagos.
Em 1972, foi nomeado presidente da Câmara Municipal de Lagos, função que exerceu até ser destituído ma sequência da Revolução de 25 de Abril de 1974. Foi igualmente deputado municipal pelo Partido do Centro Democrático Social - Partido Popular
Também exerceu como professor na Escola Vitorino Damásio.

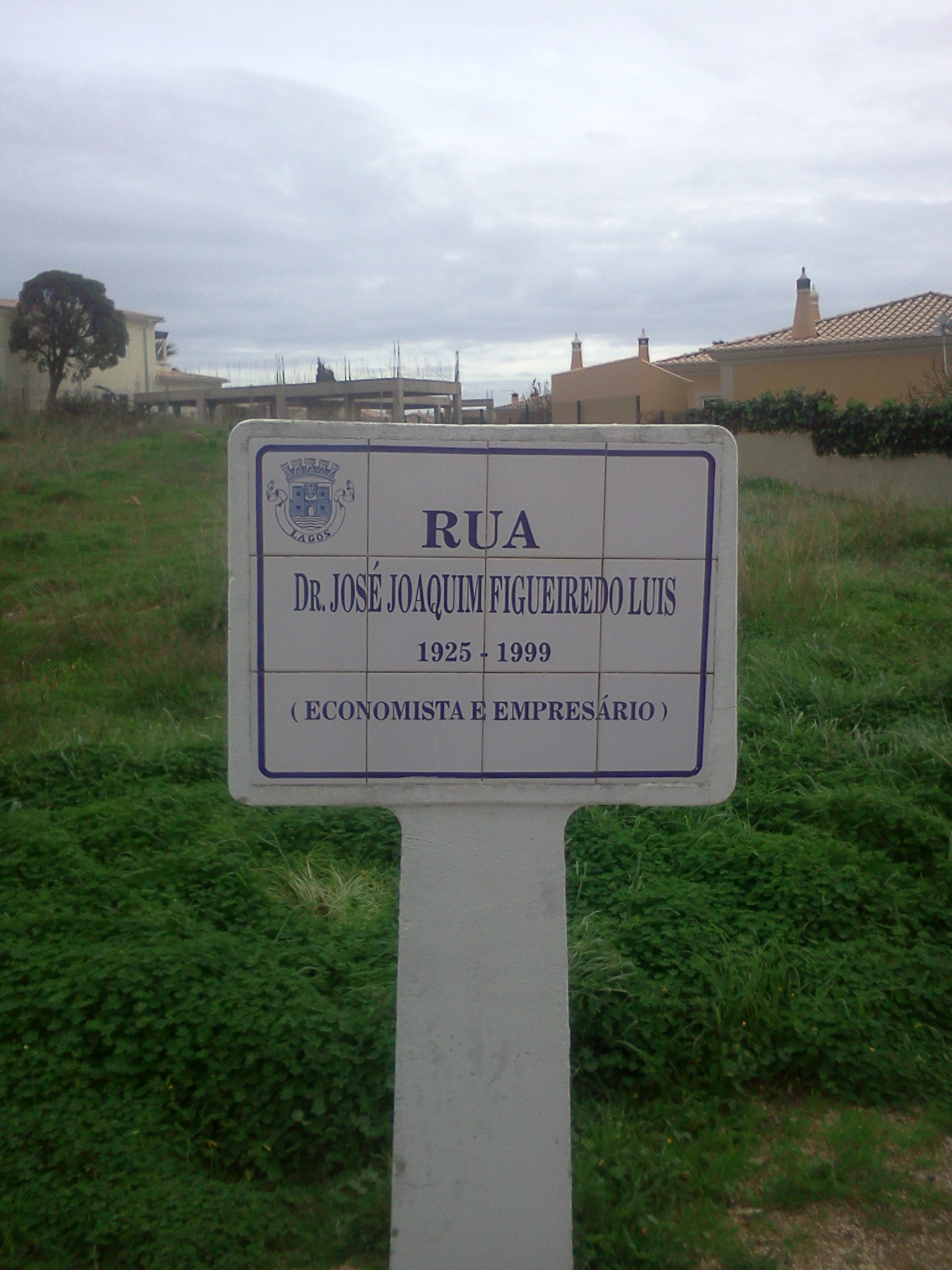
Placa toponímica da rua Dr. José Joaquim Figueiredo Luís, na cidade de Lagos.

### Homenagens
A Câmara Municipal de Lagos colocou o nome Dr. José Joaquim Figueiredo Luís numa rua do concelho.